# Croix de Saint-Arcons-d'Allier
La croix de Saint-Arcons-d'Allier est une croix monumentale située à Saint-Arcons-d'Allier, en France.

## Généralités
La croix est au centre du village, sur le territoire de la commune de Saint-Arcons-d'Allier, dans le département de la Haute-Loire, en région Auvergne-Rhône-Alpes, en France.

## Historique
La croix est datée du XVIe siècle,.
La croix est classée au titre des monuments historiques par arrêté du 4 juillet 1907.

## Description
La croix est en fer forgé et datée du XVIe siècle, cas plutôt rare dans la région où la majorité des croix en fer forgé sont datées du XVIIe siècle.
La croix est une croix simple sans iconographie, et chaque extrémité du croisillon, accueille bulbe et pétales.